# Körös
Körös (ungarsk udtale: [ˈkørøʃ]) eller Criș (rumænsk udtale: ['kriʃ]) ( tysk: Kreisch) er en flod der løber i det østlige Ungarn og det vestlige Rumænien. Den er 128,6 km lang fra sammenløbet af de to kildefloder Fehér-Körös (Crișul Alb) og Fekete-Körös (Crișul Negru) til dets udløb i Tisza. Dens afvandingsområde er 25.537 km2.:22 Den har tre kildefloder, som alle har deres oprindelse i Apusenibjergene i Transsylvanien, Rumænien: Crișul Alb (Fehér-Körös), Crișul Negru (Fekete-Körös) og Crișul Repede (Sebes-Körös). Sammenløbet af floderne Fehér-Körös (Crișul Alb) og Fekete-Körös (Crișul Negru) er nær byen Gyula. Körös nedstrøms fra Gyula kaldes også Kettős-Körös (ungarsk for "dobbelt Körös"). 37,3 km længere nedstrøms, nær byen Gyomaendrőd, løber Sebes-Körös (Crișul Repede) sammen med Criș/Körös. Strækningen nedstrøms fra Gyomaendrőd kaldes også Hármas-Körös (ungarsk for "tredobbelt Körös"). Körös løber ud i floden Tisza nær Csongrád.
Floden var i antikken kendt som "Chrysus", Crisus, Crisia, Grisia eller Gerasus, mens et arkaisk tysk navn er Kreisch.